# 咕咕鸡饭
是美国动画电视连续剧《辛普森一家》第十六季的第十二集。本集于2005年3月13日在福斯廣播公司首播。这一集的重点是塞尔玛·布维尔在经历更年期后收养一名中国孤儿（刘玉玲客串）。最初的片尾字幕是该节目的导演大卫·西尔弗曼传授他如何绘制巴特·辛普森的快速课程。本集在中国大陆和香港被禁。

## 剧情
在给伯恩斯先生进行驾驶考试以更换他过期的驾照时，塞尔玛经历了潮热并被送往医院。希伯特博士解释引用霍默·辛普森的视频判定塞尔玛已进入更年期——无法怀孕。塞尔玛对丧失生育能力感到不安，害怕孤独地度过后半生，所以帕蒂建议她收养一个孩子。由于误会，她几乎设法收养了克莱图斯的许多婴儿中的一个，但当布兰丁想要孩子回来时，这一切都失败了。丽莎建议去中国收养一个孩子。由于中国政府只允许已婚夫妇收养，塞尔玛提出她与霍默·辛普森结婚的申请。
塞尔玛为辛普森家族赞助中国之行。当塞尔玛告诉荷马他必须假装是她的丈夫时，他感到震惊和不情愿，但后来决定为玛吉做这件事。当他们到达中国时，塞尔玛声称巴特和丽莎是她的孩子，而玛吉是他们的保姆。十月，中国收养代理人吴女士告诉他们，他们将在几天内得到一个孩子，因为她想详细说明荷马和塞尔玛之间的“婚姻关系”，这让荷马和塞尔玛都感到沮丧。然后，这家人花时间游览了中国的几个地标（包括毛主席纪念堂），荷马把毛泽东比作“杀死了五千万人的小天使”。塞尔玛最终获得一女，定名“玲”。但收养后，吴氏趁荷马和玛吉谈论假结婚并通过一幅画接吻之时，发现了他们的轨迹。
当他们正动身前往斯普林菲尔德时，吴氏怒气冲冲地带走玲，并表示荷马和塞尔玛无婚姻关系。当辛普森一家试图安慰她时，丽莎与他们密谋求子。在托儿所，他们穿上衣服并给荷马喷漆，将其伪装成金色佛像。依风水习俗，佛像须带入室内，所以中国守卫将他拖进了托儿所。当警卫离开时，荷马进入托儿所并抓住了玲。
辛普森、塞尔玛和玲穿过天安门广场，根据剧集中显示的标记，1989年“什么也没发生” 。吴氏驾驶一辆59式坦克与他们对峙以要回孩子，就像一群坦克面對一名螳臂当车的人一樣。在塞尔玛和荷马热情洋溢的演讲之后，吴同意让塞尔玛收养玲作为单亲父母——她的宽容源于她自己还是个婴儿时，她的父亲因不慎呛入乒乓球窒息身亡。在腹部冲击法发明前夕，她的母亲以单亲妈妈的身份将她抚养长大。吴还阻止荷马在他的行李中走私熊猫幼崽。
塞尔玛和她的新女儿玲和辛普森一家乘戎克船离开中国（为欺骗荷马，巴特被一个伪装成他的中国儿童间谍取代）。剧集以三条龙腾空而起，一边拉着二胡一边唱歌。
在演职员表中，大卫·西尔弗曼向观众传授巴特的绘制方法。

## 未在香港提供
《辛普森一家》在2021年11月26日经由Disney+在香港推出。有订户发现香港地区的《辛普森一家》没有出现《咕咕鸡饭》（因影射六四清场）。

## 评价
IGN的罗伯特·坎宁写道：情节很简单。塞尔玛被诊断出更年期，并决定既然她不能再拥有自己的孩子，她就收养一个 （“收养过程！这将结束心碎。” ) 。尝试失败后，丽莎建议她的阿姨到中国试水。填表时，塞尔玛得知只有已婚夫妇可以收养，因此她为丈夫签下荷马的名字。她告诉官员，“荷马辛普森是我的整个世界。我爱他。”穿过城镇的核电站，荷马颤抖着说：“一股寒意刚刚穿过我的灵魂。”这是一个经典的不匹配设置，直接来自IGN的电视剧本。不幸的是，当他们来到中国观看时，这部喜剧实际并非源于荷马和塞尔玛结婚的可能，而是许多关于中国各类事件的随机笑话。